# 松前公広
松前 公広（まつまえ きんひろ、旧字体：松󠄁前󠄁 公󠄁廣）は、江戸時代前期の蝦夷地松前藩（正式には交代寄合）の第2代藩主。官位は従五位下志摩守。

## 生涯
慶長3年（1598年）、初代藩主・松前慶広の長男・松前盛広の長男として松前大館にて誕生。父・盛広が慶長13年（1608年）に早世したため、慶広の世子となる。慶長19年（1614年）に従五位下、志摩守に叙位・任官する。元和2年（1616年）、祖父・慶広が死去したため、元和3年（1617年）に家督を継いで2代藩主となった。
元和6年（1620年）、福山館の城下町を整備する。寛永10年（1633年）の幕府巡見使を契機に、寛永12年（1635年）、村上掃部左衛門に領内の地図を作らせた。商場を知行として家臣に分与する商場知行により家臣団を確立し、財政においては金山奉行を設置して砂金の採取にあたらせ、初期の藩政を助けた。公広はさらなる藩の政治経済の安定に従事したが、寛永14年（1637年）、火事のために福山館が焼失したうえに自身も火傷し、その政策は挫折してしまった。寛永16年（1639年）には、幕府のキリシタン取締りの命により、キリシタン106名を処刑した。
寛永18年（1641年）7月8日に死去。享年44。辞世は「来し道も　帰る道にも　ただひとり　のこる姿は　草の葉の露」。
家督は次男・氏広が継いだ。

## 人物
- 沢庵宗彭から仏道を、小幡景憲から軍学を学んだという。
- 文化人で、諸芸にも通じていたとされる。松前藩の藩政は、慶広と公広の時代に確立している。

## 系譜
父母
- 松前盛広（父）
- 下国直季の娘（母）

正室、継室
- 大炊御門資賢の娘（正室）
- 藤子 ー 蠣崎守広の娘（継室）

側室
- 蠣崎氏

子女
- 松前兼広（長男）
- 松前氏広（次男）生母は正室
- 松前泰広（三男）生母は蠣崎氏（側室）
- 松前広維室
- 松前広諶
- 松前幸広
- 蠣崎清広室
- 新井田成政室
- 娘
- 蠣崎広林室